# Issuru, Shikarpur
Issuru là một làng thuộc tehsil Shikarpur, huyện Shimoga, bang Karnataka, Ấn Độ.